# Copris pueli
Copris pueli là một loài bọ cánh cứng trong họ Bọ hung (Scarabaeidae).